# Novemberverbrecher (Fernsehfilm)
Novemberverbrecher, Untertitel: Eine Erinnerung der Fernsehspielabteilung des NDR, ist ein deutsches Fernsehspiel über das Ende des Ersten Weltkriegs und die Novemberrevolution. Die Produktion entstand anlässlich des 50. Jahrestages der Novemberrevolution. Die Erstausstrahlung erfolgte am 10. November 1968. Der Filmtitel bezieht sich auf das nationalistische Schlagwort Novemberverbrecher.

## Handlung
Berlin 1926. Der Untersuchungsausschuss für die Schuldfragen des Weltkrieges soll die Hintergründe des militärischen und politischen Zusammenbruchs des Deutschen Reiches 1918 sowie der Novemberrevolution klären. Der namentlich nicht genannte Reporter interviewt hierzu mit einem Mikrofon und im Outfit von 1968 zahlreiche Zeitzeugen aus den verschiedensten sozialen und politischen Milieus: von der Arbeiterin über Soldaten, revolutionäre Matrosen, Heeres- und Marineoffiziere, Politiker aller Parteien, auch des Spartakusbundes bis hin zum französischen Marschall Ferdinand Foch. Die Antwort auf die Frage, was denn „Novemberverbrecher“ gewesen sind, bleibt dem Zuschauer überlassen. Der Film endet mit einem Blick auf das geteilte Berlin von 1968.

## Produktionsnotizen
Der Film entstand in sechs Monaten im Studio Hamburg unter Mitarbeit des Historikers Dr. Karlheinz Dederke. Die Produktion wurde in Schwarzweiß gedreht, obwohl in Westdeutschland 1967 das Farbfernsehen eingeführt worden war. Hintergrund war möglicherweise die ausgiebige Verwendung von historischem Schwarzweiß-Dokumentarfilmmaterial. Mit der Rolle des Reporters setzte Dieter Meichsner bewusst auf das Mittel der Verfremdung im Gegensatz zu den Dokumentarspielen des ZDF, die sich bemühen würden, „beim Zuschauer die Illusion des Dabeiseins mit bewährten Kinomitteln zu erzeugen“: „Nicht Kinoeffekt werde erstrebt, sondern der Eindruck von Reportersachlichkeit“. (Nordwest-Zeitung) Trotzdem wurde Wert auf historisch genaue Maske und Kostüm gelegt und darauf hingewiesen, dass die Antworten auf die Fragen des Reporters dokumentarisch bzw. historisch belegt seien.

## Kritik
… Was das Spiel trotz mehr als zweistündiger Länge so fesselnd macht, ist die entschiedene Abkehr von dokumentarischer Pseudowahrheit, die perfekte Illusionierung des Zuschauers, selbst zum Richter dieser Epoche bestellt worden zu sein. Es versteht sich, daß daraus auch eine starke pädagogische Konsequenz auf die an beiden Kriegen (Erster und Zweiter Weltkrieg, der Verfasser) unbeteiligte junge und jüngste Generation gezogen werden wird. Neben den dramaturgischen Stärken … hat der Film einen außerordentlichen ästhetischen Reiz, was teils dem Kameramann Wolfgang Zeh und teils dem hochbegabten Regisseur Carlheinz Caspari zu danken ist …
Hamburger Abendblatt vom 11. November 1968.

## Überlieferung
Der Film wurde nach der Erstaufführung mehrmals erneut im Öffentlich-rechtlichen Fernsehen ausgestrahlt. Offenbar wurde bereits 1968 auch eine auf 89 bzw. 84 Minuten gekürzte Fassung von der Bundeszentrale für politische Bildung herausgegeben einschließlich eines 36-seitigen Filmbegleithefts, das der Historiker Heinrich Potthoff verfasste. Eine DVD-Edition ist bis November 2018 nicht erschienen. Das Deutsche Historische Museum führte den Film am 4. bzw. 10. November 2018 auf.

## Auszeichnungen
- DAG-Fernsehpreis 1969 in Gold